# Philippe de Courcillon de Dangeau
Philippe de Courcillon, marquis de Dangeau, né au château de Dangeau (Orléanais, actuel Eure-et-Loir) le 21 septembre 1638 et mort à Paris le 9 septembre 1720, est un militaire, diplomate et mémorialiste français, connu surtout pour son Journal où il décrit la vie à la cour de Versailles à la fin du règne de Louis XIV.

## Biographie
Il descend d'une famille protestante du Maine et était un arrière-petit-fils de Philippe Duplessis-Mornay. Les barons de Château-du-Loir avaient compté parmi leurs premiers vassaux les Courcillon, qui habitaient le château de ce nom à Dissay. 
Frère aîné de Louis de Courcillon de Dangeau (1643-1723), il naît calviniste mais se convertit très tôt au catholicisme. Il est d'abord réputé pour son habileté au jeu de cartes, au point que l'expression « jouer à la Dangeau » passe dans la langue courante et qu'il attire sur lui l'attention bienveillante de Louis XIV. En 1665, il est nommé colonel du régiment du Roi, qu'il accompagne comme aide de camp dans toutes ses campagnes. Il devient, en 1667, gouverneur de Touraine et remplit plusieurs missions diplomatiques à Trèves, Mayence et Modène. Marquis de Dangeau, Il était par acquisition seigneur baron de Bressuire, Sainte-Hermine, Saint-Amant (Saint-Amand ?), Château-du-Loir et Lucé, comte de Melle et Civray, Seigneur de Chausseroie (à Chiché ?) et de La Bourdaisière ; Chevalier du Saint-Esprit en 1688.
Protecteur des gens de lettres, il se lie avec Boileau, qui lui dédie sa Satire sur la noblesse. La Bruyère le dépeint dans ses Caractères sous les traits de Pamphile. Il est élu membre de l'Académie française en juillet 1667 et reçu en janvier 1668 (au 32e fauteuil ; et son frère Louis au 12e fauteuil, en 1682), sans avoir rien publié, et devient en 1704 membre honoraire de l'Académie des sciences, dont il est président en 1706. Après la mort de François Honorat de Beauvilliers, duc de Saint-Aignan (1687), il est nommé par Louis XIV protecteur de l'Académie d'Arles.
De 1684 à 1720, il tient un Journal sur la vie quotidienne à la cour de Versailles. Des extraits en sont publiés par Voltaire en 1770, par Madame de Genlis en 1817 et par Lémontey en 1818. Son petit-fils Charles-Philippe transmet le Journal à Saint-Simon, et c’est en y adjoignant des Additions que Saint-Simon entreprend d'écrire ses propres Mémoires. Les dix-neuf volumes de l'édition complète du Journal de la cour de Louis XIV paraissent pour la première fois entre 1854 et 1860.
De 1691 à 1720, il fut le 40e grand maître de l'ordre militaire et hospitalier de saint Lazare de Jérusalem. Il succéda à Michel le Tellier, marquis de Louvois (1673-1691), vicaire général de l'ordre avec privilèges magistraux. Son successeur sera Louis d'Orléans (1703-1752), prince du sang, duc d'Orléans, de Chartres, de Valois, de Nemours et de Montpensier.

## Famille

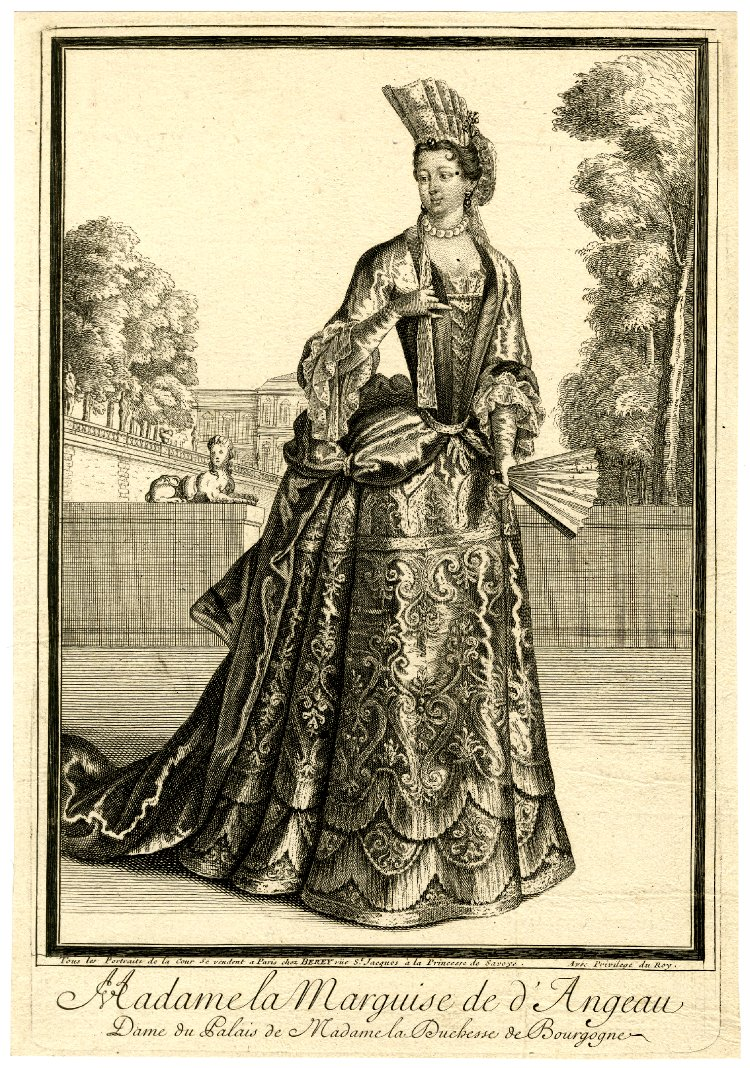
La marquise de Dangeau (née comtesse de Löwenstein), dame du palais de Madame la duchesse de Bourgogne.

Il épouse en premières noces le 11 mai 1670 Anne-Françoise Morin, dont il a une fille : 
- Marie-Anne-Jeanne, future épouse d'Honoré-Charles d'Albert de Luynes, duc de Montfort (1669-1704), et petit-fils de Colbert. Ils sont les parents du futur mémorialiste le duc de Luynes (1695-1758) et du cardinal de Luynes (1703-1788), archevêque de Sens.

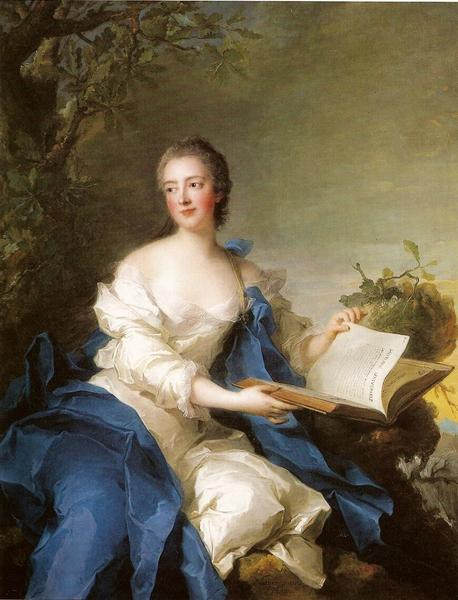
Marie-Sophie de Courcillon
duchesse de Picquigny
en 1741
par Jean-Marc Nattier
Musée d'art de Toledo

Le 26 mars 1686, le marquis de Dangeau épouse en secondes noces à Versailles la comtesse Sophia Maria Wilhelmina von Löwenstein-Wertheim-Rochefort (1664, Wertheim - 1736, Paris). Cette dernière était la fille du comte d'Empire Ferdinand Karl von Löwenstein-Wertheim-Rochefort (1616-1672) et de son épouse, née princesse Anna-Maria von Fürstenberg (1634-1705). 
- Ensemble ils eurent au moins un fils, baptisé Philippe-Egon (1684-1719)[3] et titré marquis de Courcillon. Il était fameux pour sa beauté. Il participa à la bataille de Malplaquet (dans le cadre de la guerre de Succession d'Espagne) le 11 septembre 1709. Il en revint « entre la vie et la mort »[4] et y perdit une jambe d'après ce que rapporte la correspondance de Madame, duchesse d'Orléans. Homosexuel notoire, il avait épousé Françoise de Pompadour-Laurière, duchesse de La Valette, dont il eut une fille unique, Marie-Sophie (1713-1756). Elle épousa[5] Charles-François, duc de Picquigny, 5e duc de Chaulnes, fils de Louis Auguste d'Albert d'Ailly. De leur mariage, ils n'eurent qu'une fille, Marie-Thérèse (1730-1736), morte en bas âge. Veuve, elle se remaria avec Hercule Mériadec de Rohan, prince de Soubise, duc de Rohan-Rohan, sans postérité.

## Anecdote
Dangeau prête volontiers sa plume au roi et à son entourage. L'abbé de Choisy (1644-1724) raconte que Louis XIV lui demanda de rédiger ses lettres à Mademoiselle de La Vallière (1644-1710), laquelle lui demanda le même service pour répondre au roi. L'abbé de Choisy relate l'épilogue : « Il faisait ainsi les lettres et les réponses ; et cela dura un an, jusqu'à ce que La Vallière, dans une effusion de cœur, avoua au Roi, qui à son gré la louait trop sur son esprit, qu'elle en devait la meilleure partie à leur confident mutuel, dont ils admirèrent la discrétion. Le Roi, de son côté, lui avoua qu'il s'était servi de la même invention. »

## LeJournalde Dangeau
Dangeau commence son journal le samedi 1er avril 1684 :
« Le roi fit ses dévotions, et donna plusieurs abbayes »
Éditions Paleo, coll. Source de l'histoire de France.
Il le tiendra chaque jour pendant trente-six ans. C'est la source la plus importante et la plus fiable pour qui veut connaître le règne de Louis XIV.
De ce journal, la postérité a surtout retenu la note suivante :

« Ce matin on m'a dit que le bonhomme Corneille était mort. Il avait été fameux par ses comédies. »

## Jugements contemporains
Saint-Simon

« Dangeau, avec toute sa fadeur et sa politique, ne peut se contenir là-dessus dans l'espèce de gazette qu'il a laissée. »

« Dangeau […] écrivait depuis plus de trente ans tous les soirs jusqu'aux plus fades nouvelles de la journée. Il les dictait toutes sèches, plus encore qu'on ne les trouve dans la Gazette de France. Il ne s'en cachait point, et le roi l'en plaisantait quelquefois. C'était un honnête homme et un très bon homme, mais qui ne connaissait que le feu roi et Madame de Maintenon dont il faisait ses dieux, et s'incrustait de leurs goûts et de leurs façons de penser quelles qu'elles pussent être. La fadeur et l'adulation de ses Mémoires sont encore plus dégoûtantes que leur sécheresse, quoiqu'il fût bien à souhaiter que, tels qu'ils sont, on en eût de pareils de tous les règnes. J'en parlerai ailleurs davantage. Il suffit seulement de dire ici que Dangeau était très pitoyablement glorieux, et tout à la fois valet, comme ces deux choses se trouvent souvent jointes, quelque contraires qu'elles paraissent être. Ses Mémoires sont pleins de cette basse vanité, par conséquent très partiaux, et quelquefois plus que fautifs par cette raison. Il y est très politique autant que la partialité le lui permet, et toujours en adoration du roi même depuis sa mort, de ses bâtards, de Madame de Maintenon, et très opposé à M. le duc d'Orléans, au gouvernement nouveau, et singulièrement aux ducs, surtout de l'ignorance la plus crasse qui se montre en mille endroits de ses Mémoires. »

## Postérité
- Une rue de Paris porte son nom. Une rue de Versailles également.